# Пелицано
Пелицано (итал. Pellizzano) је насеље у Италији у округу Тренто, региону Трентино-Јужни Тирол.
Према процени из 2011. у насељу је живело 601 становника. Насеље се налази на надморској висини од 926 м.

## Становништво
Према резултатима пописа становништва 2011. у општини је живело 811 становника.
| 1931. | 1936. | 1951. | 1961. | 1971. | 1981. | 1991. | 2001. | 2011. |
| ----- | ----- | ----- | ----- | ----- | ----- | ----- | ----- | ----- |
| 1.046 | 964   | 1.024 | 1.012 | 889   | 834   | 826   | 795   | 811   |